# كوكي كيدو
كوكي كيدو (باليابانية: 木戸 皓貴) (مواليد 28 يونيو 1995) هو لاعب كرة قدم ياباني.

## وصلات خارجية
- كوكي كيدو على موقع رابطة كرة القدم اليابانية للمحترفين (اليابانية)
- كوكي كيدو على موقع قاعدة بيانات كرة القدم.إي يو (الإنجليزية)
- كوكي كيدو على موقع Soccerway.com (الإنجليزية)
- كوكي كيدو على موقع عالم كرة القدم.نت (الإنجليزية)